# Fédération Internationale de la Presse Cinématographique
Die Fédération Internationale de la Presse Cinématographique (FIPRESCI) ist eine internationale Vereinigung von Filmkritikern und Filmjournalisten mit Sitz in Brüssel. Die Organisation wurde am 6. Juni 1930 auf Initiative belgischer und französischer Filmkritiker gegründet.
Präsidentin ist Isabelle Danel.

## Aufgabe
Ihr satzungsgemäßer Zweck besteht darin, die Filmkultur zu fördern und weiterzuentwickeln sowie die beruflichen Interessen ihrer Mitglieder zu vertreten. Insbesondere bedeutet dies unter anderem, sich für die Freiheit und die ethischen Standards des Filmjournalismus einzusetzen.
Mitglieder sind nationale Filmkritiker- und Filmjournalisten-Verbände. Im deutschsprachigen Raum sind dies der Verband der deutschen Filmkritik, die Vereinigung der Österreichischen Filmkritiker sowie der Schweizerische Verband der Filmjournalistinnen und Filmjournalisten. Sofern in einzelnen Ländern keine entsprechenden Verbände bestehen, ist auch eine individuelle Mitgliedschaft möglich.

## Filmpreise
- FIPRESCI-Preis, im Rahmen einer Reihe von internationalen Filmfestivals vergebener Kritikerpreis
- Grand Prix de la FIPRESCI für den „Film des Jahres“ (seit 1999)
- Europäischer FIPRESCI-Preis (1993–2009)